# Parameletus
Parameletus is een geslacht van haften (Ephemeroptera) uit de familie Siphlonuridae.

## Soorten
Het geslacht Parameletus omvat de volgende soorten:
- Parameletus arcuatus
- Parameletus chelifer
- Parameletus columbiae
- Parameletus croesus
- Parameletus ensiformis
- Parameletus midas
- Parameletus minor